# Diestostemma excisum
Diestostemma excisum är en insektsart som beskrevs av Schmidt 1910. Diestostemma excisum ingår i släktet Diestostemma och familjen dvärgstritar. Inga underarter finns listade i Catalogue of Life.